# George Zajankala
George Zajankala (* 14. Mai 1972 in Revelstoke, British Columbia) ist ein ehemaliger deutsch-kanadischer Eishockey- und Inlinehockeyspieler, der im Verlauf seiner aktiven Karriere zwischen 1990 und 2005 unter anderem 254 Spiele für die Kölner Haie, Hannover Scorpions, Krefeld Pinguine und Hamburg Freezers in der Deutschen Eishockey Liga auf der Position des linken Flügelstürmers bestritten hat. In Nordamerika kam der Power Forward in den Minor Leagues International Hockey League, American Hockey League und East Coast Hockey League zu Einsätzen.

## Karriere
Zajankala spielte während seiner Juniorenzeit zwischen 1990 und 1992 in der Western Hockey League jeweils eine Spielzeit für die Tri-City Americans und Seattle Thunderbirds. Mit den Thunderbirds nahm der Stürmer zum Abschluss seiner Juniorenkarriere als Gastgeber am Memorial Cup teil.
Nachdem Zajankala im NHL Entry Draft unbeachtet geblieben war, wechselte er als Free Agent in die nordamerikanischen Minor Leagues. Dort war er zwischen 1992 und 1996 für die Cleveland Lumberjacks in der International Hockey League, die Saint John Flames in der American Hockey League und die Louisville Icehawks, Hampton Roads Admirals, Knoxville Cherokees sowie Dayton Bombers in der East Coast Hockey League aktiv. Zur Saison 1996/97 schloss sich der 24-Jährige dem kanadischen Eishockeyverband Hockey Canada an, mit dessen Nationalmannschaft er im Saisonverlauf zahlreiche internationale Turniere bestritt. Im Rahmen dieser Turniere, in denen der Offensivspieler in 52 Partien 43 Scorerpunkte erzielte, wurde der Deutsche Eishockey-Bund auf den Power Forward aufmerksam und verpflichtete Zajankala aufgrund seiner deutschen Wurzeln daraufhin im Hinblick auf die Weltmeisterschaft 1997 in der finnischen Hauptstadt Helsinki. Die Statuten der Internationalen Eishockey-Föderation verhinderten jedoch eine Teilnahme des Deutsch-Kanadiers, da er nicht die erforderliche Anzahl von drei absolvierten Spielzeiten im deutschen Ligasystem vorweisen konnte. Zajankala bestritt somit lediglich vier Testspiele für die deutsche Nationalmannschaft.
Dennoch hatte der Angreifer mit seinen Leistungen auf sich aufmerksam gemacht und wurde vor der Saison 1997/98 von den Kölner Haien aus der Deutschen Eishockey Liga verpflichtet. Nach Problemen mit lediglich zwei Scorerpunkten in 44 Einsätzen, gaben die Haie den Stürmer zur folgenden Spielzeit an den Zweitligisten Erding Jets ab. Innerhalb der Liga wechselte er noch in derselben Saison zum Iserlohner EC. Zum Spieljahr 1999/2000 kehrte Zajankala zu den Kölner Haien zurück und steigerte sich auf 21 Scorerpunkte in 65 Spielen. Im Saisonverlauf kam er im Rahmen der ersten Qualifikationsrunde für die Olympischen Winterspiele 2002 zu seinen einzigen Einsätzen im deutschen Nationaltrikot bei einem bedeutsamen internationalen Turnier.
Nach einem weiteren Jahr in Köln wechselte Zajankala vor der Saison 2001/02 zum Ligakonkurrenten Hannover Scorpions. Der Angreifer absolvierte zwei Spielzeiten für die Niedersachsen, ehe er vor der Saison 2003/04 erneut innerhalb der Liga den Verein wechselte. Zajankala kehrte ins Rheinland zurück, lief aber fortan für die Krefeld Pinguine auf. Bereits im Januar 2004 wechselte er dann bis zum Saisonende zu den Hamburg Freezers. Im Sommer 2004 verließ Zajankala die DEL endgültig und versuchte, sich im Rahmen der kanadischen TV-Produktion Making the Cut: Last Man Standing des Senders CBC/Radio-Canada seinen Traum von der National Hockey League zu verwirklichen. Dabei konnten sich Eishockeyspieler in einer Art Casting für einen NHL-Vertrag empfehlen. Zwar kam er dort unter die letzten 68 Spieler, die in zwei Wochen sechs Gewinner ermittelten. Schlussendlich endete die Spielzeit für den mittlerweile 32-Jährigen aber beim HC Pustertal in der italienischen Serie A. Nach der Saison beendete der Stürmer seine aktive Laufbahn.
Zusätzlich zu seinem Eishockeyengagement spielte Zajankala in den spielfreien Sommermonaten Inlinehockey. Zwischen 1993 und 1995 war er in der Roller Hockey International für die Vancouver Voodoo und Oklahoma Coyotes aktiv. In 50 Einsätzen sammelte er dabei 104 Scorerpunkte.

## Karrierestatistik

### International
Vertrat Deutschland bei:
- Qualifikationsturnier für die Olympischen Winterspiele 2002

(Legende zur Spielerstatistik: Sp oder GP = absolvierte Spiele; T oder G = erzielte Tore; V oder A = erzielte Assists; Pkt oder Pts = erzielte Scorerpunkte; SM oder PIM = erhaltene Strafminuten; +/− = Plus/Minus-Bilanz; PP = erzielte Überzahltore; SH = erzielte Unterzahltore; GW = erzielte Siegtore; 1 Play-downs/Relegation; Kursiv: Statistik nicht vollständig)